# Domanín (Boemia meridionale)
Domanín è un comune della Repubblica Ceca facente parte del distretto di Jindřichův Hradec, in Boemia Meridionale.

## Il lago Svět e la tomba Schwarzenberg
Nelle vicinanze di Třeboň si trova il lago Svět ('Il mondo'), un ampio stagno creato artificialmente nel XVI secolo al fine di garantire cibo alle popolazioni locali tramite l'attività della pesca.
Sulla riva del lago si trova la tomba di famiglia degli Schwarzenberg, edificata in stile neogotico negli anni Settanta del XIX secolo dagli architetti Friedrich von Schmidt e Damasius Deworetzky.

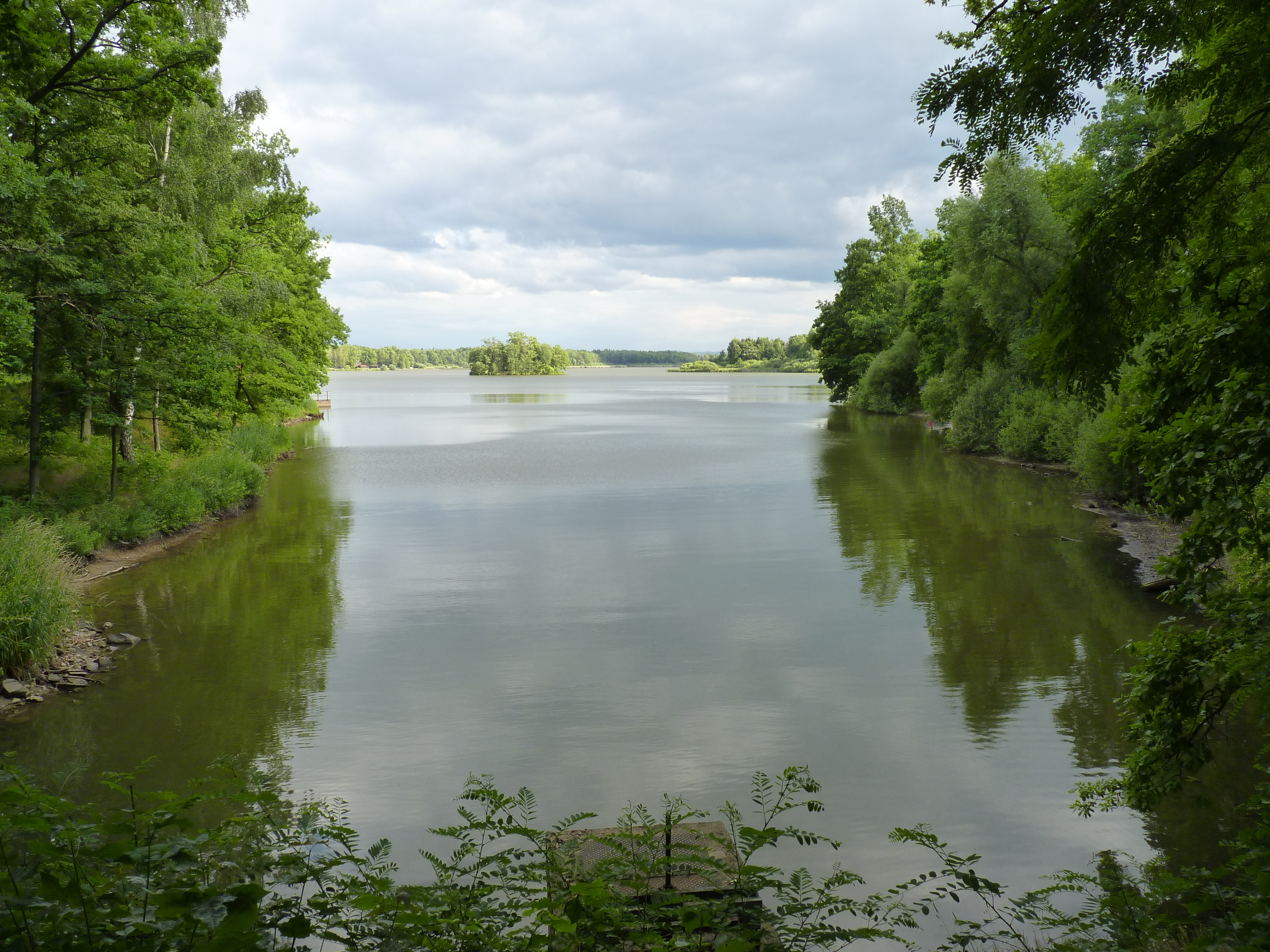
Il lago
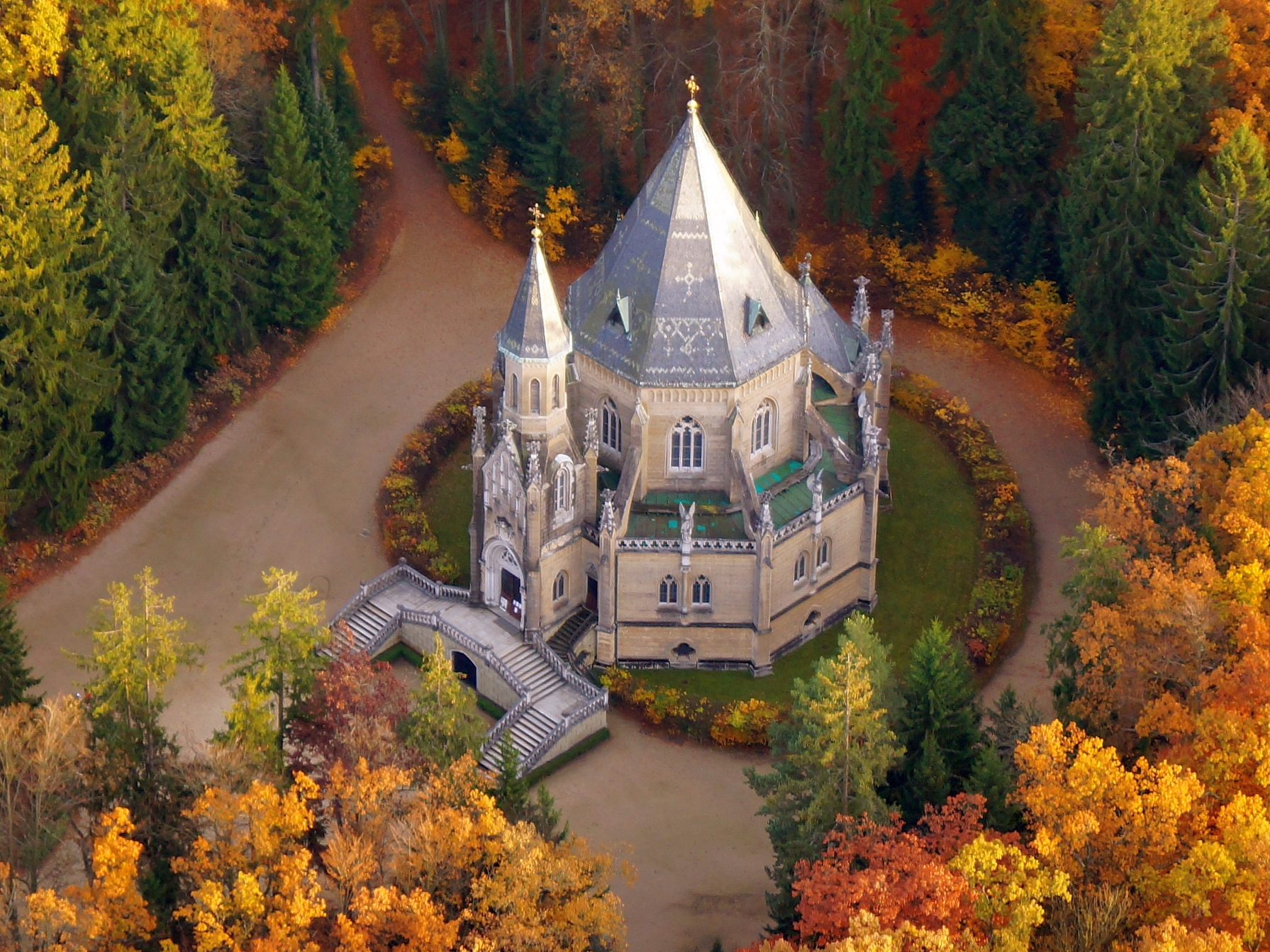
La tomba Schwarzenberg
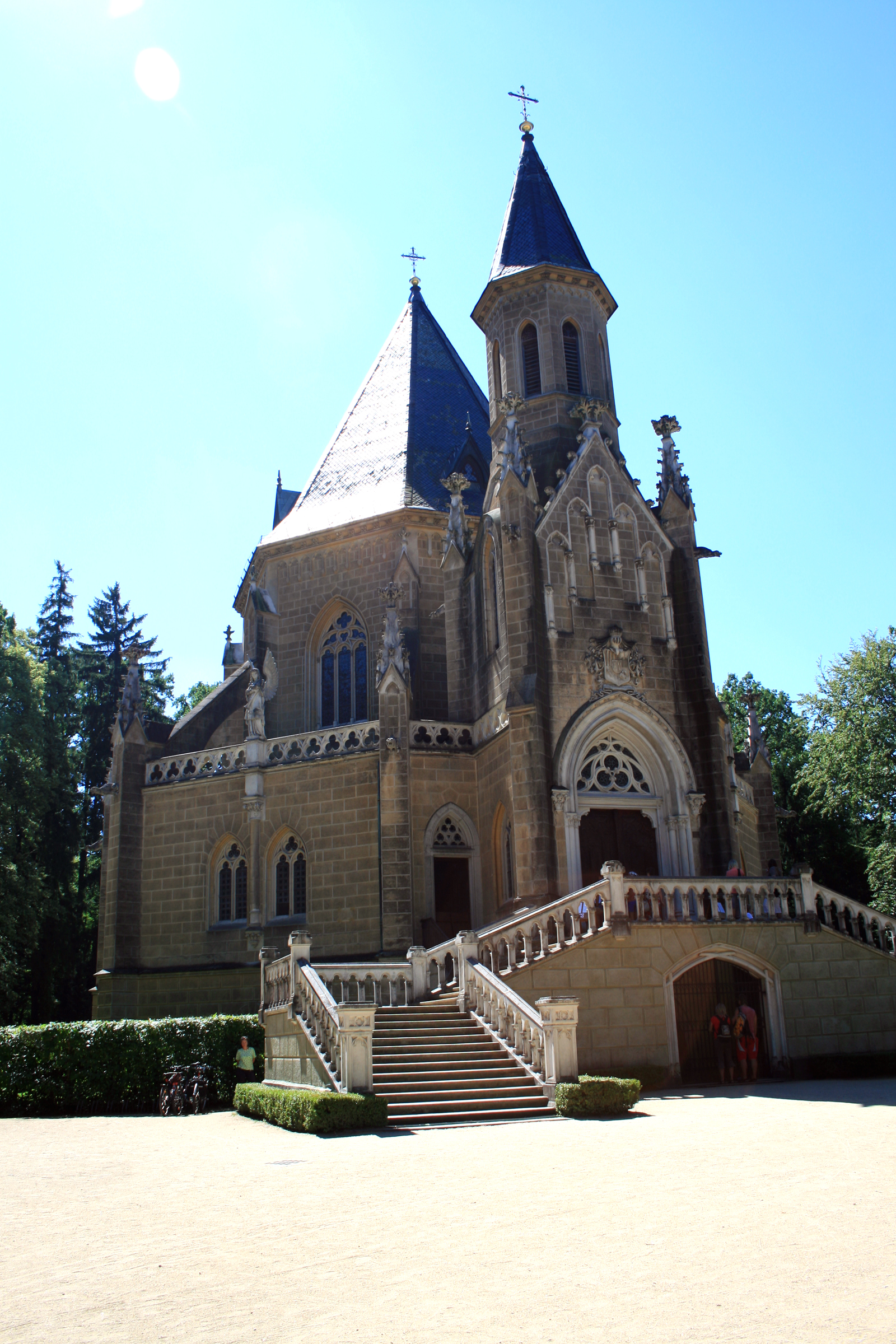
Facciata
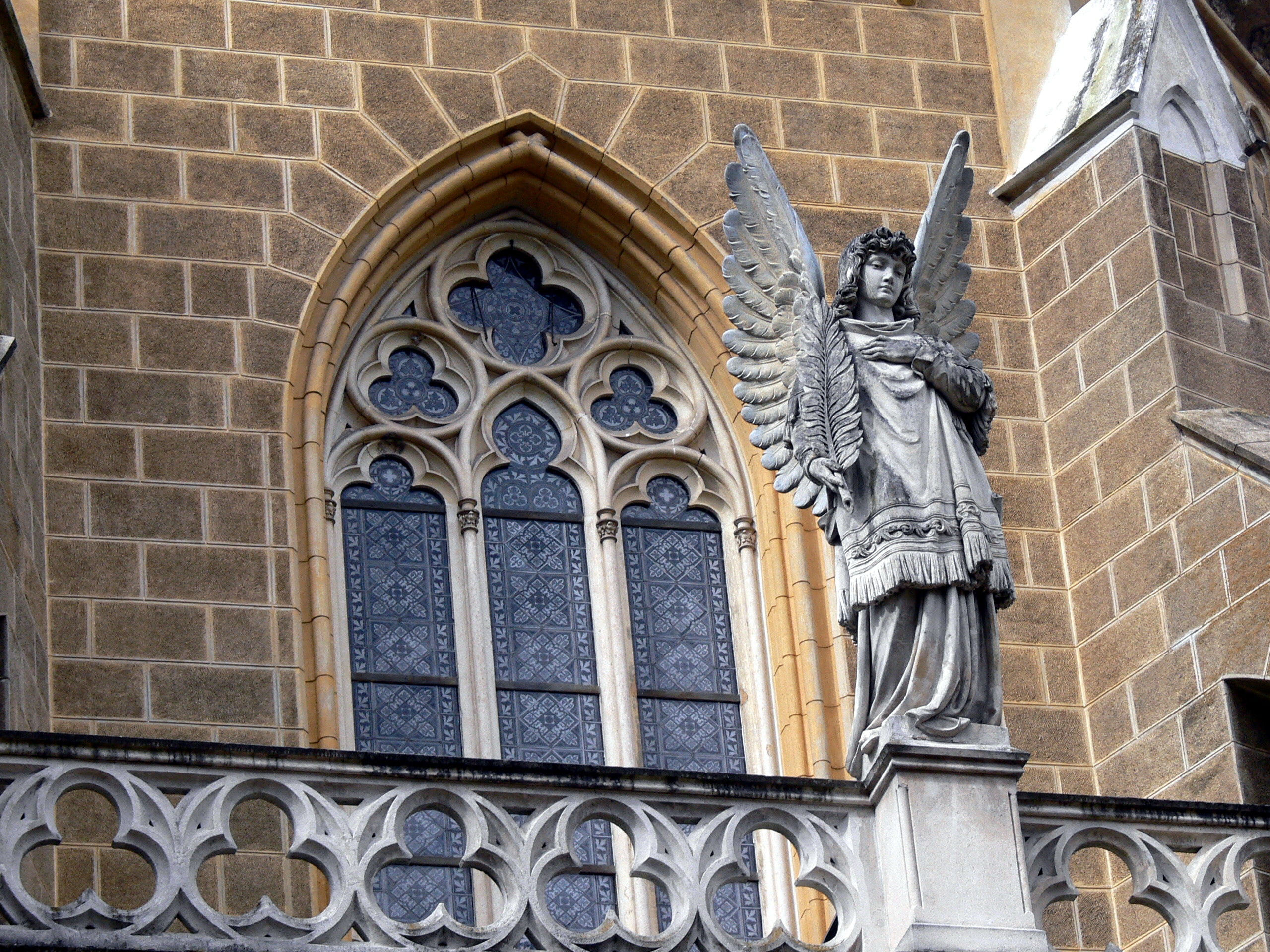
Angelo sulla facciata
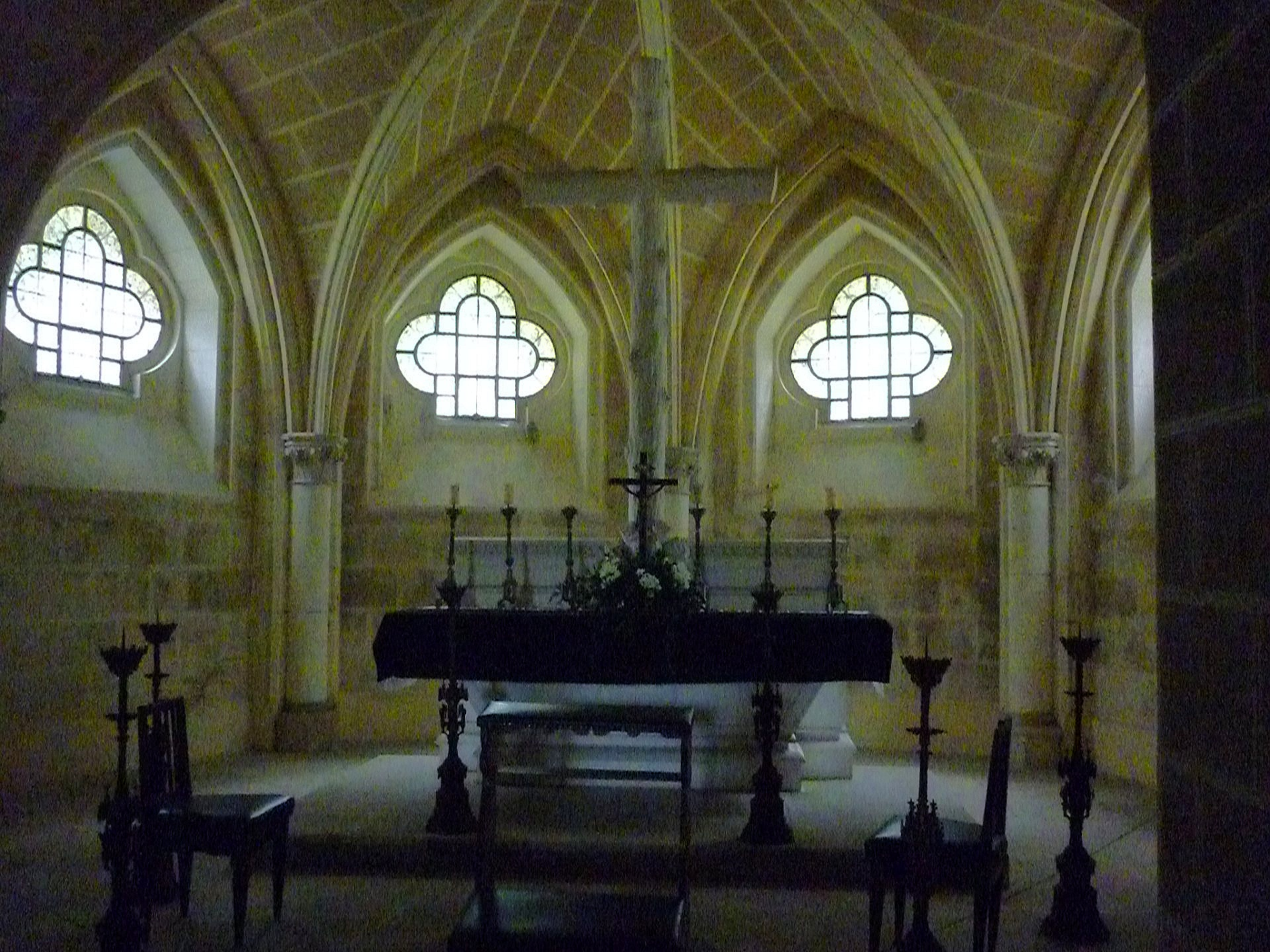
Altare della cripta
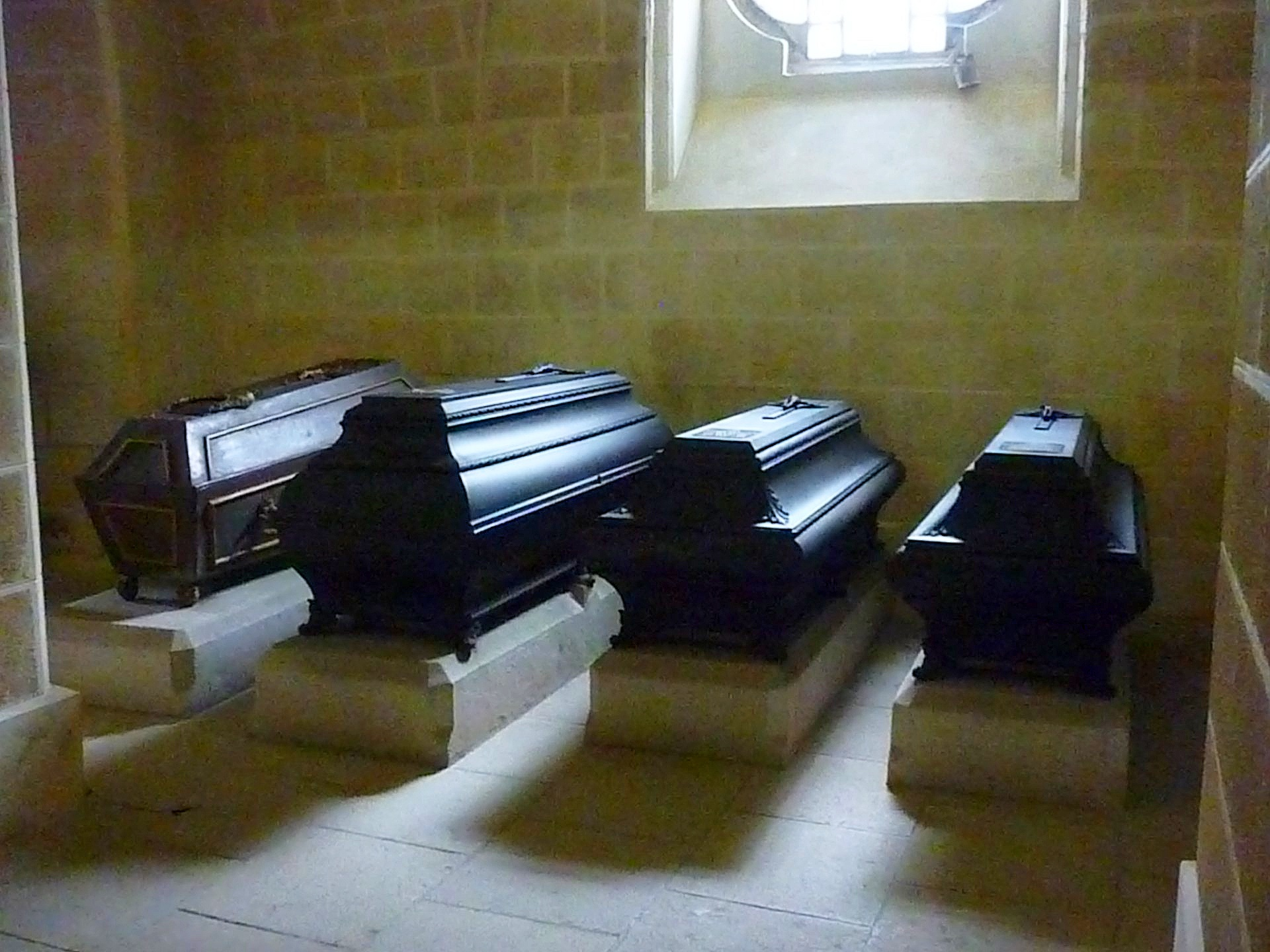
Feretri